# Peter Lonard
Peter Lonard (* 17. Juli 1967 in Sydney) ist ein australischer Profigolfer der PGA Tour.
Von der australischen Golflegende Greg Norman inspiriert, wurde er 1989 Berufsgolfer. Er begann seine Laufbahn auf der PGA Tour of Australasia und spielte 1991 und 1992 mit mäßigem Erfolg auf der European Tour. Dann erkrankte Lonard für 1½ Jahre am Ross River Fieber, was seine Sehkraft beeinträchtigte, und er arbeitete danach drei Jahre als Club Professional. In der Saison 1996/97 kehrte er zurück zur PGA Tour of Australasia und gewann die Geldranglistenwertung. Daraufhin wandte er sich auch wieder der European Tour zu, wo Lonard zwar keinen Turniersieg erreichen konnte, aber mit guten Ergebnissen und einem 18. Platz in der Geldrangliste 2002 aufwartete. Im selben Jahr begann Lonard zusätzlich auf der US-amerikanischen PGA TOUR zu spielen und verzeichnete in seiner ersten Saison Einkünfte von über 1 Mio. $. Von da an war er regelmäßiger Teilnehmer dieser Turnierserie und im Jahre 2005 gelang ihm sein erster Sieg, bei der MCI Heritage.
Peter Lonard war 2003 und 2005 im Internationalen Team beim Presidents Cup vertreten und spielte mit Mark Hensby für Australien im WGC-World Cup 2005. In der Golfweltrangliste lag er zumeist in den Top 100.

## Turniersiege
- 1997 Ericsson Masters (Australien)
- 2000 Ford Open Championship (Australien)
- 2001 ANZ Championship (Australien)
- 2002 Australian PGA Championship, Australian MasterCard Masters, Hyundai Team Matches (mit Rich Beem).
- 2003 Australian Open
- 2004 New South Wales Open (Australien), Australian Open, Australian PGA Championship
- 2005 MCI Heritage (PGA Tour)
- 2007 Cadbury Schweppes Australian PGA Championship

## Teilnahmen an Teambewerben
- Presidents Cup (Internationales Team): 2003, 2005
- WGC-World Cup (für Australien): 2005